# Övertorneå
Övertorneå (en meänkieli: Matarengi) és una localitat i la seu del Municipi d'Övertorneå, al Comtat de Norrbotten, Suècia, amb 1.877 habitants el 2017.
Està situat a la riba del riu Torne, davant de la seva ciutat bessona finlandesa, Ylitornio. Övertorneå significa "Alta Torneå", i va ser creada després de la divisió de la parròquia de Torneå en dues parts al segle xvi. Fins que va ser traçada la frontera entre Suècia i Finlàndia al riu Torne el 1809, els dos pobles situats a banda i banda del riu n'eren un de sol.

## Galeria

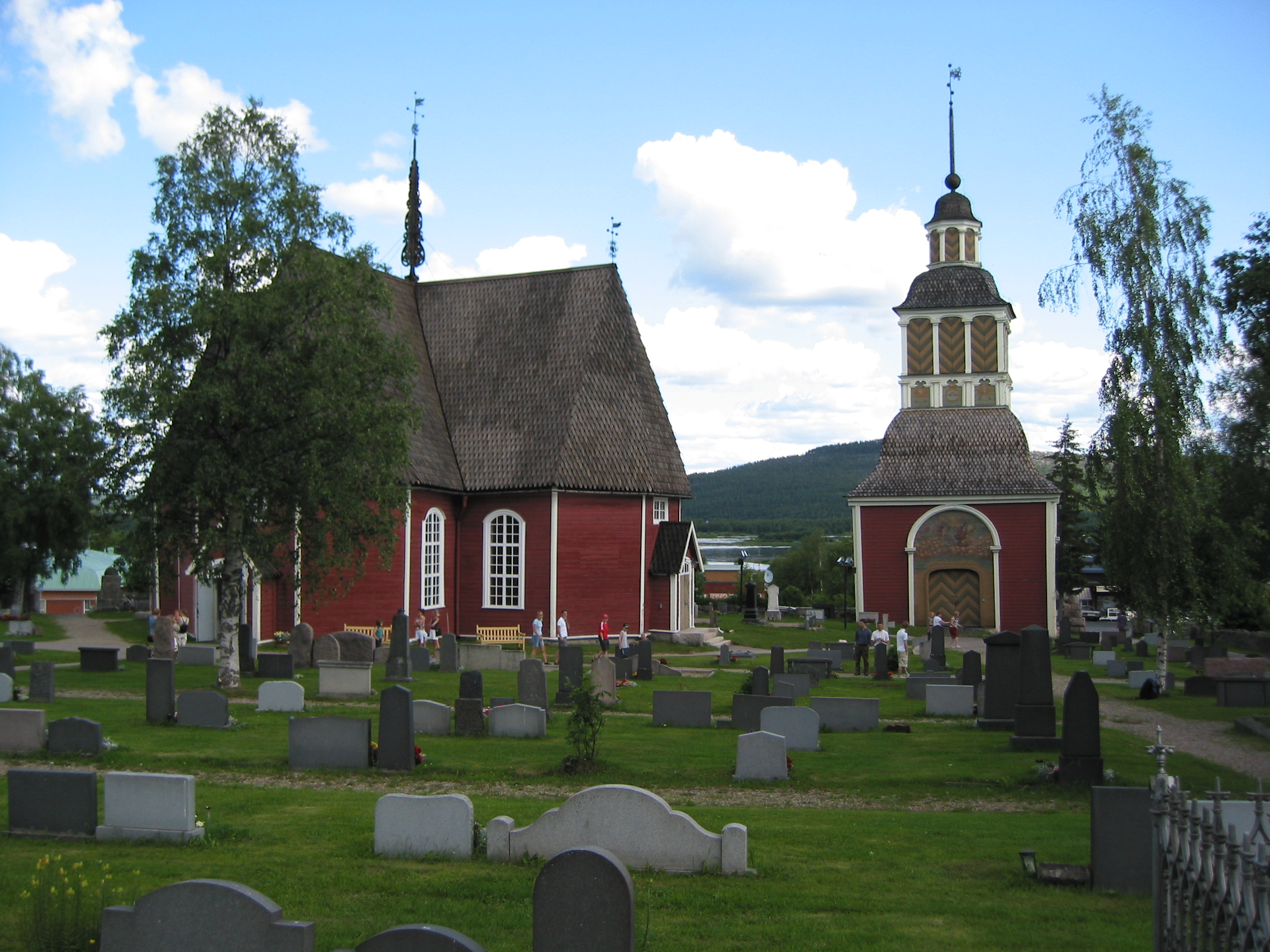
Església de Matarengi Church
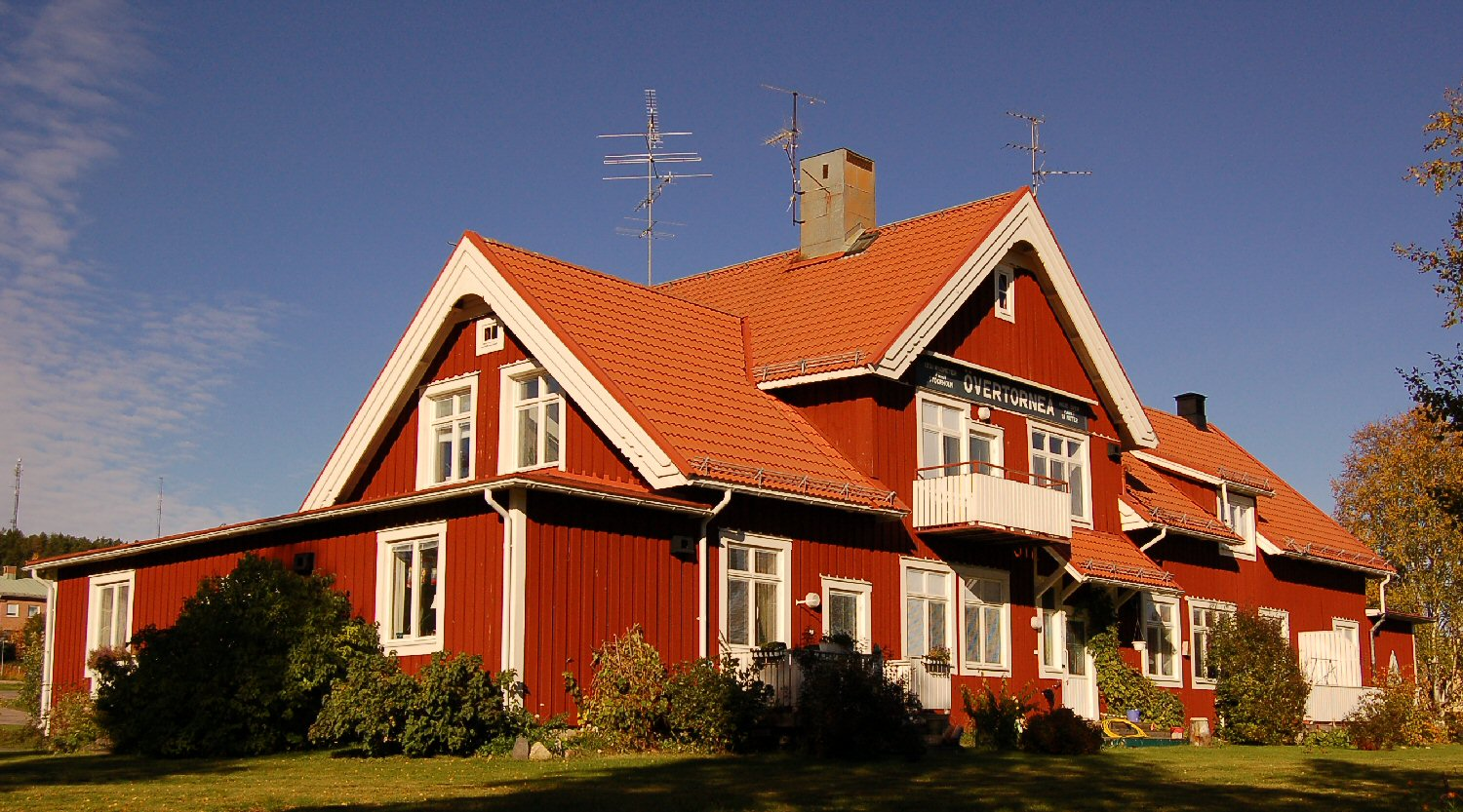
Estació de ferrocarril d'Övertorneå
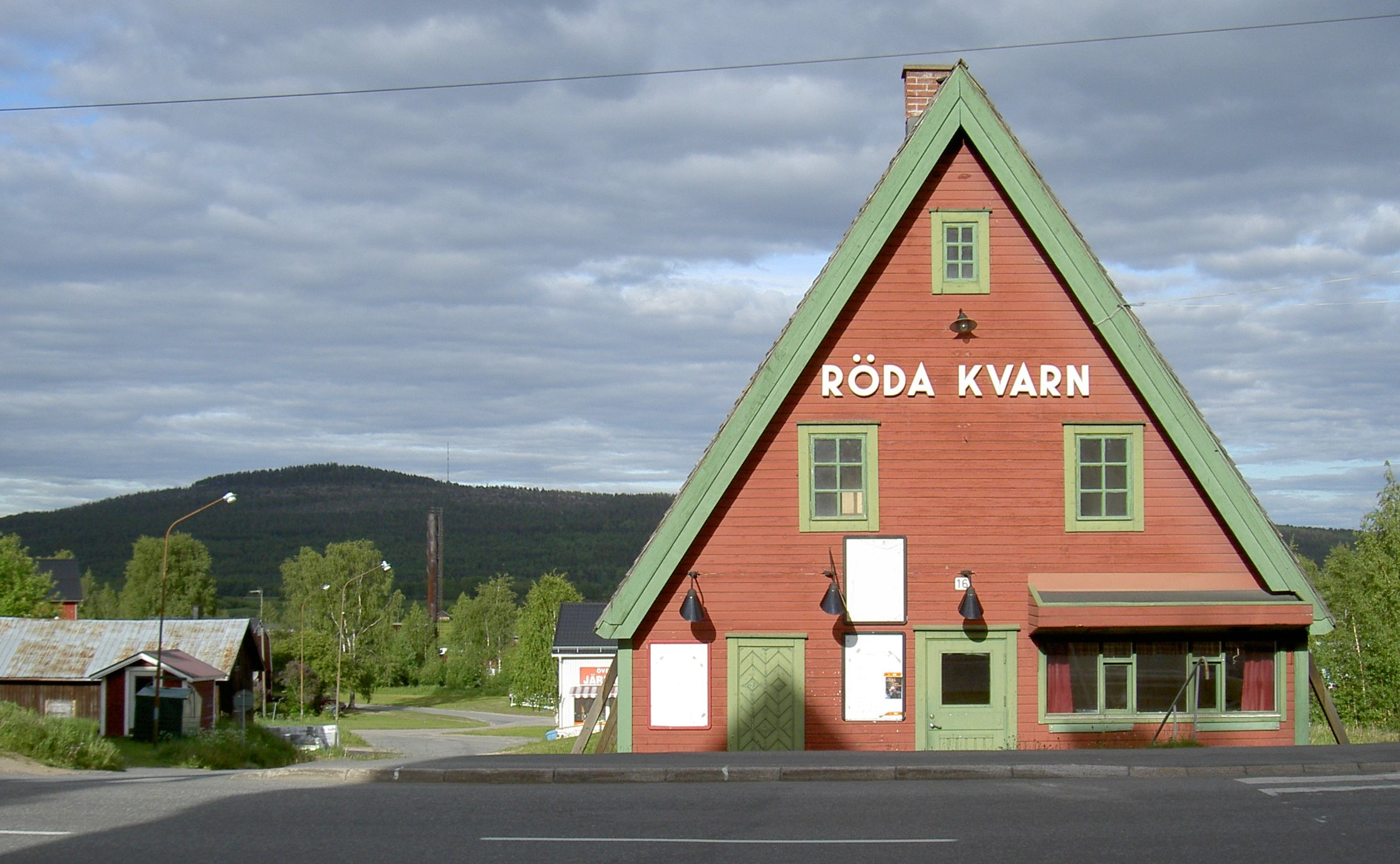
Röda Kvarn
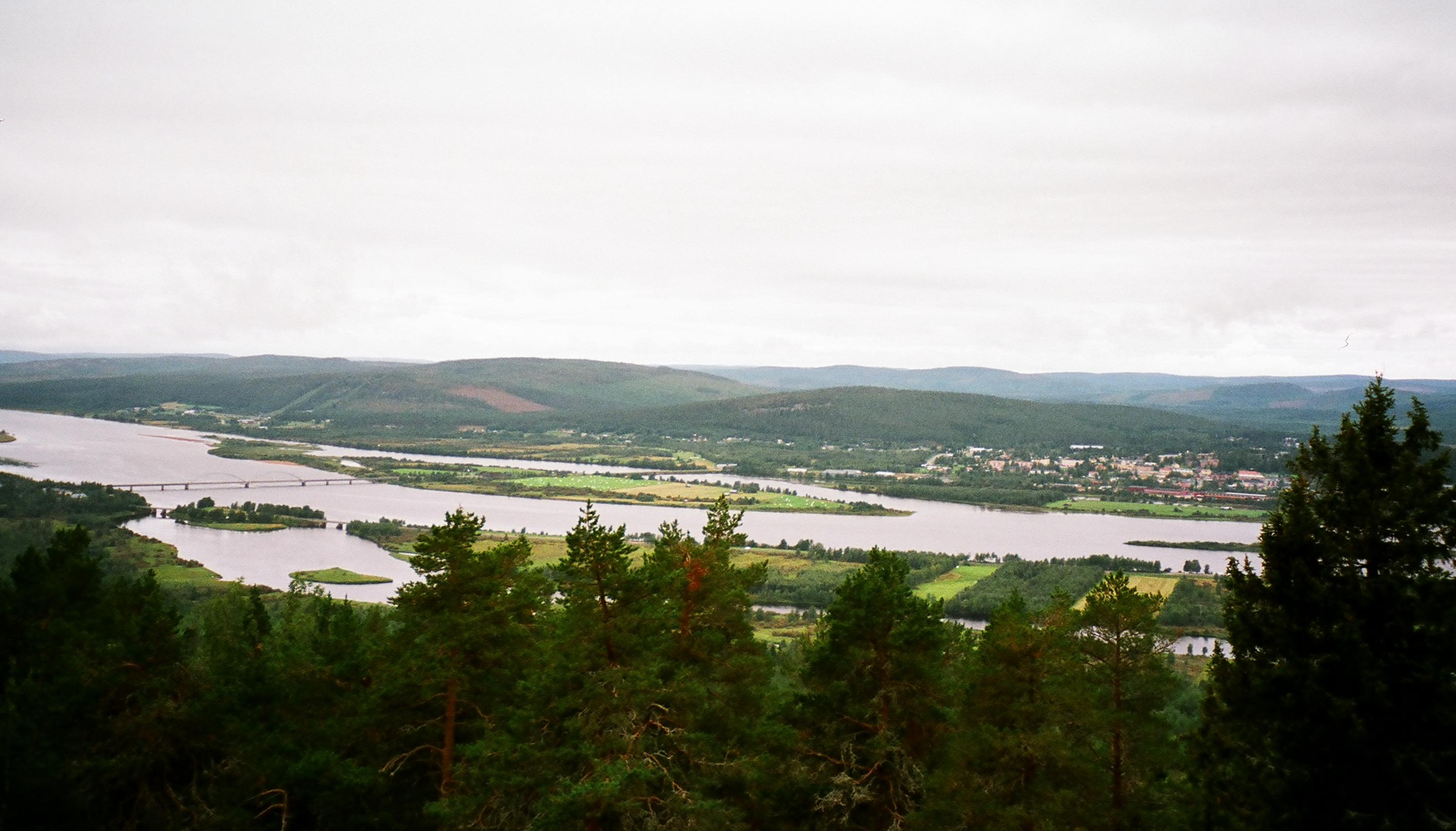
La vista des d'Aavasaksa, a través de la frontera del riu